# صاصل متباعد
صاصل متباعد (الاسم العلمي: Ornithogalum divergens) هو نوع نباتي يتبع جنس الصاصل من فصيلة الهليونية.